# Vahan Malezian
Vahan Malezian (n. 21 septembrie 1871, Sulina, Imperiul Otoman – d. 4 mai 1967, Nisa, Franța) a fost un scriitor, traducător și activist social armean originar din România.